# Paszport do Paryża
Paszport do Paryża (ang. Passport to Paris) – amerykański film komediowy z 1999 roku. W głównych rolach wystąpiły bliźniaczki Olsen.
Film opowiada o dwóch bliźniaczkach, Melanie i Allison, które przyjeżdżają do Paryża, aby odwiedzić dziadka i zwiedzić miasto. Ich dziadek, amerykański ambasador, nie ma czasu zajmować się wnuczkami, dlatego powierza je opiece swego sekretarza. Dzięki temu bliźniaczki uzyskują dostęp do większej swobody. Zwiedzają miasto w towarzystwie rówieśników, Francuzów jeżdżąc na skuterach, oglądając zabytki i poznając ciekawych ludzi (np. znaną fotomodelkę).
W czasie paryskich wakacji dziewczynki pomyślnie rozwiązują pewien problem wagi państwowej, z którym dziadek ambasador sam by sobie nie poradził. Melanie to (Mary-Kate) a Allison (Ashley)